# アノテ・トン
アノテ・トン（英：Anote Tong, 中：湯安諾, ピン音：Tāng Ānnuò, 1952年6月11日 - ）は、キリバス共和国の政治家。第4代キリバス共和国大統領。
2003年に行われた大統領選挙で、実兄のハリー・トンらを破り当選。同年7月10日にキリバスの第4代大統領に就任した。外務・入国管理大臣を兼任。所属政党は真理の柱(BTK)。
中国人移民の父とキリバス人の母の間に生まれる。ニュージーランドのカンタベリー大学で理学を専攻し、イギリスのロンドン・スクール・オブ・エコノミクスで経済学修士号を取得。キリバス人の女性と結婚し子供が7人いる。
大統領選挙戦では、キリバスが貸与している中華人民共和国の衛星監視基地の見直しを掲げ、「適切な時期に適切な行動を取る」とした。就任直後の2003年11月7日に台湾と外交関係を樹立したため、中華人民共和国はその1か月後にキリバスと断交し基地を撤収した。
2007年1月に訪日し、安倍晋三首相と会談した。知日家・親日家としても知られ、ニュージーランド留学中に極真空手の黒帯を取得し、また愛読書は『宮本武蔵』。大統領就任前にも数度日本を訪れたことがある。
地球温暖化による海面上昇によりキリバスは最も早く影響を受ける国であり、国際社会の理解と協力を強く求めている。
2016年3月10日に行われた大統領選挙には立候補せず政界を引退した。